# Narodowy zasób biblioteczny

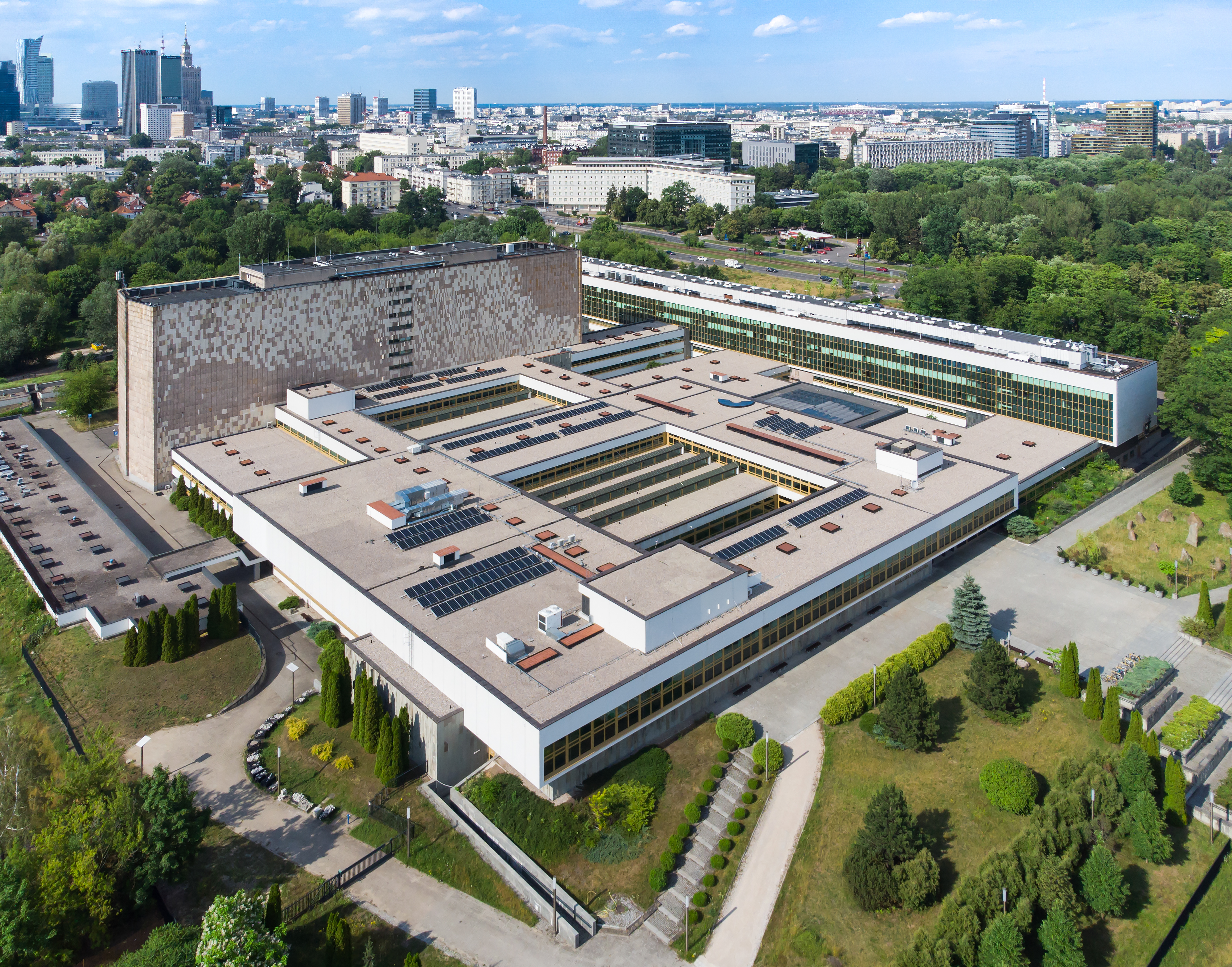
Biblioteka Narodowa w Warszawie

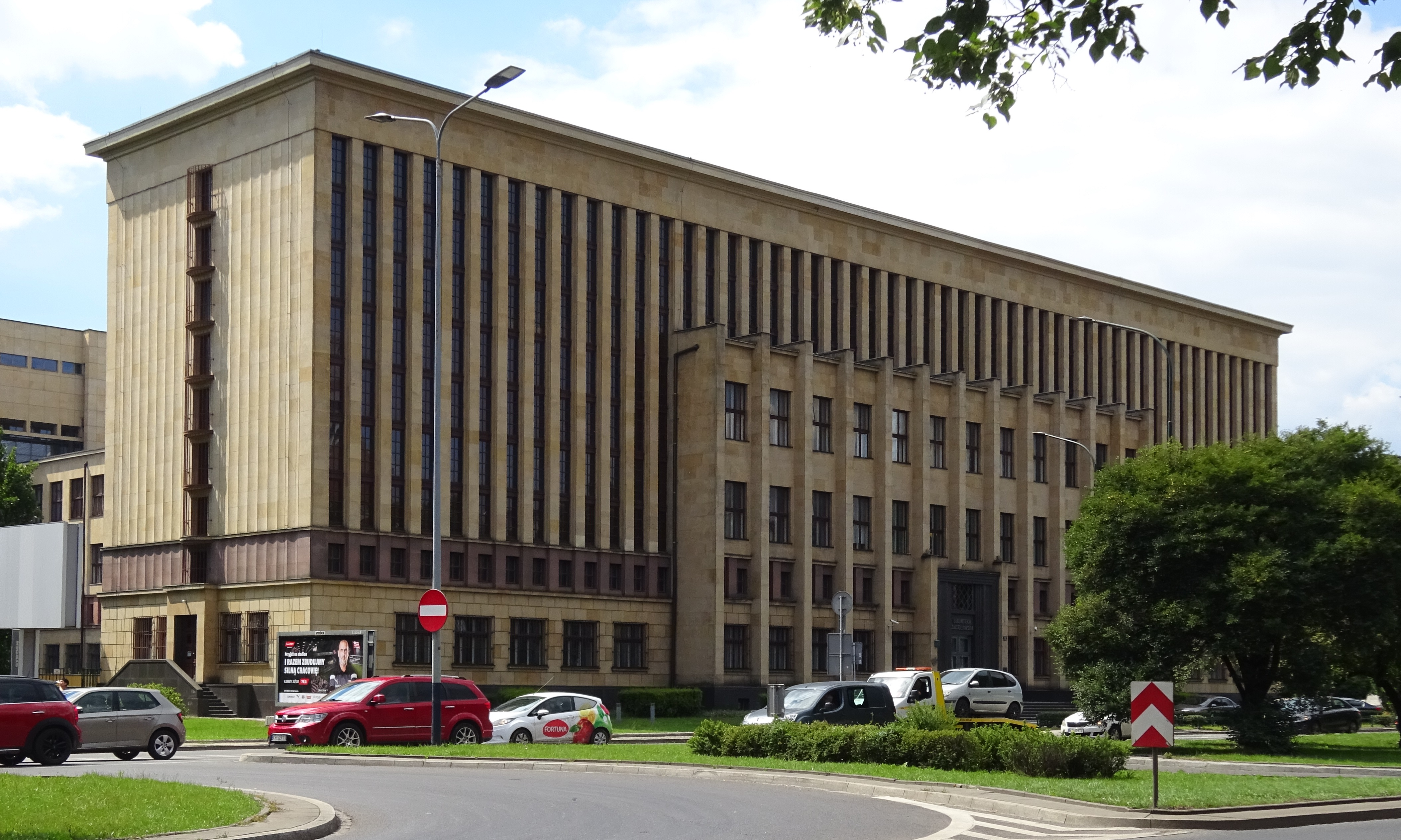
Biblioteka Jagiellońska w Krakowie

Narodowy zasób biblioteczny (NZB) – pojęcie z zakresu polskiego ustawodawstwa określające „zbiory biblioteki mające wyjątkową wartość i znaczenie dla dziedzictwa narodowego”, mające wartość historyczną, naukową, kulturalną lub artystyczną.

## Historia
Polskie prawo nie dysponowało szczegółowymi przepisami dotyczącymi ochrony najcenniejszych polskich zbiorów bibliotecznych, na co zwrócono uwagę już w latach 70. XX wieku. Z inicjatywy Biblioteki Narodowej, Biblioteki Jagiellońskiej oraz Zakładu Narodowego im. Ossolińskich powołano projekt ochrony najcenniejszych zbiorów. 2 stycznia 1978 r. powstał projekt Statutu Narodowego Zasobu Bibliotecznego, jednak sam projekt nie wszedł w życie.
Rozporządzenie Ministra Kultury i Sztuki w sprawie ustalenia wykazu bibliotek, których zbiory tworzą Narodowy Zasób Biblioteczny z 24 listopada 1998 roku wymieniało 55 bibliotek, których zbiory w całości lub w części składały się na Narodowy Zasób Biblioteczny.
Obowiązujące rozporządzenie Ministra Kultury i Dziedzictwa Narodowego w sprawie Narodowego Zasobu Bibliotecznego z 4 lipca 2012 roku nie definiuje celów i zadań pojęcia narodowego zasobu bibliotecznego, co wzbudziło wątpliwości Stowarzyszenia Bibliotekarzy Polskich. Lista bibliotek może być poszerzona na ich wniosek, jeśli ich zbiory spełniają kryteria rozporządzenia. 

## Biblioteki
Biblioteki, które posiadają zbiory zaliczane do narodowego zasobu bibliotecznego (od 2021 roku) to:
- Biblioteka Jagiellońska w Krakowie
- Biblioteka Narodowa w Warszawie
- Biblioteka Elbląska im. Cypriana Norwida w Elblągu
- Biblioteka Naukowa Polskiej Akademii Umiejętności i Polskiej Akademii Nauk w Krakowie
- Biblioteka Uniwersytetu im. Adama Mickiewicza w Poznaniu
- Biblioteka Zakładu Narodowego im. Ossolińskich we Wrocławiu
- Wojewódzka Biblioteka Publiczna im. Witolda Gombrowicza w Kielcach
- Biblioteka Śląska w Katowicach
- Centralna Biblioteka Rolnicza Narodowego Instytutu Kultury i Dziedzictwa Wsi Oddział w Puławach (do 2023 roku pod nazwą: Centralna Biblioteka Rolnicza im. Michała Oczapowskiego w Warszawie)
- Wojewódzka Biblioteka Publiczna im. Hieronima Łopacińskiego w Lublinie
- Biblioteka Uniwersytecka w Toruniu
- Wojewódzka Biblioteka Publiczna – Książnica Kopernikańska w Toruniu
- Biblioteka Uniwersytecka Katolickiego Uniwersytetu Lubelskiego Jana Pawła II w Lublinie
- Książnica Pomorska im. Stanisława Staszica w Szczecinie (od 2023 roku)
- Biblioteka Gdańska Polskiej Akademii Nauk w Gdańsku (od 2023 roku)